# Jacques de Villiers de L’Isle-Adam
Jacques de Villiers de L’Isle-Adam (* um 1420; † 25. April 1472) war ein französischer Adliger und Militär; als Prévôt de Paris fällte er Ende 1462 das Todesurteil gegen François Villon.

## Biographie
Jacques de Villiers war der älteste Sohn von Jean de Villiers de L’Isle-Adam († 1437), Marschall von Frankreich, und Jeanne de Vallangoujard. Am 17. April 1441 huldigte er König Karl VII. bezüglich der Herrschaft L’Isle-Adam. Später war er königlicher Rat und Kammerherr sowie Seneschall von Boulogne.
Am 17. Februar 1454 nahm er als Mundschenk des burgundischen Herzogs Philipp der Gute in Lille am Fasanenfest (Vœu du faisan) teil, das ausgerichtet worden war, um nach dem Fall von Konstantinopel im Jahr zuvor symbolisch einen neuen Kreuzzug zu initiieren. 1458 erwarb er die Herrschaft La Grande-Nivelon.
Am 18. August 1461 nahm er an der Krönung Ludwigs XI. in Reims teil und wurde am 1. September des gleichen Jahres zum Prévôt de Paris ernannt. In diesem Amt fällte er Ende 1462 das Todesurteil gegen François Villon, das am 5. Januar 1463 vom Parlement als Berufungsinstanz aufgehoben wurde. 1463 wurde er Kapitän von Gisors, 1465 löst Ludwig XI. ihn durch Charles d’Artois in seinem Pariser Amt ab. Am 2. Juni 1470 erwarb er die Herrschaft Nogent.

## Ehe und Familie
Jacques de Villiers heiratete nach dem 20. August 1445 Jeanne de Clermont-Nesle, Tochter von Gui IV. de Nesle, Seigneur d’Offémont († 1473), und Jeanne de Saluces (Haus Clermont). Ihre Kinder waren:
- Antoine († 25. August 1504), Seigneur de l’Isle-Adam, Châtelain de Nogent; ⚭ (1) 12. Februar 1470 Marguerite de Montmorency († 1473), Tochter von Charles de Montmorency, Seigneur de Goussainville et d'Avremesnil, und Jeanne Rataut; ⚭ (2) 6. November 1480 Agnès du Moulin († Oktober 1517), Tochter von Jean du Moulin, Seigneur de Fontenay-en-Brie et de Messy, Maître ordinaire de l’Hôtel du Roi, und Marguerite de Rouvroy de Saint-Simon
- Louis († 24. August 1521), 1480 Dekan der Kirche von Orléans, 1497 zum Bischof von Beauvais gewählt, Pair de France
- Adrien, Maître d’Hôtel du Roi bei Karl VIII.
- Philippe (* 1464; † 21. August 1534), 1521 Großmeister des Malteserordens
- Gui († 23. Juni 1536), 1494 zum Abt von Saint-Martin de Pontoise gewählt, trat zurück und wurde 1502 zum Abt von Saint-Germer gewählt
- Valéran (X 1488), 1483 Seigneur de Vallangoujard
- Tristan, 1481 bezeugt
- Marie; ⚭ (1) Louis de Soyécourt, Seigneur de Moy et de Romaux, Witwer von Blanche de Nesle; ⚭ (2) 1460 Gui Pot († 1510), Comte de Saint-Pol, Seigneur de La Rochepot et de La Prune, Bailli de Vermandois – ihre Tochter Anne Pot († 24. Februar 1510), Comtesse de Saint-Pol, Dame de Damville, heiratete am 17. Juli 1484 Guillaume de Montmorency; ihr gemeinsamer Sohn ist der Connétable Anne de Montmorency
- Anne; ⚭ Louis, Seigneur de Téligny
- Gabrielle (* 1486); ⚭ Philippe Lhuillier, Baron de Cailly, Seigneur de Manicamp, Kapitän und Gouverneur der Bastille, Sohn von Jean II. Lhuillier und Jeanne de Vitry
- Ambroise († 20. Dezember 1503), Seigneur de Vallangoujard, Capitaine de Pontoise; ⚭ Françoise d’Azincourt, Tochter von Adrien d’Azincourt und Yolande de Longueval

Jeanne de Clermont-Nesle starb am 6. Dezember 1462, Jacques de Villiers am 25. April 1472; beide wurden im Kloster Le Val bestattet.

### Weblink
- Étienne Pattou, Familles de L’Isle-Adam, de Villiers, & de Villiers de L’Isle-Adam, S. 15–17 (online, abgerufen am 17. Mai 2020)
- Association Les Amis de L’Isle Adam, Jacques de Villiers de L’isle-Adam (online, abgerufen am 18. Mai 2020)